# مطار كاوهاجوكي
مطار كاوهاجوكي (بالفنلندية: Kauhajoen lentokenttä)‏ (إياتا: KHJ، إيكاو: EFKJ) هو مطار يقع في كاوهاجوكي، فنلندا، يبعد حوالي 8 ميل بحري (15 كـم؛ 9 ميل) شرق-شمال شرق مركز كاوهاجوكي.

## المرافق
يقع المطار على ارتفاع 407 قدم (124 م) فوق مستوى سطح البحر. يملك مدرج واحد 1,160 by 23 متر (3,806 قدم × 75 قدم) مع سطح إسفلتي بقياس 1,160 by 23 متر (3,806 قدم × 75 قدم).

## روابط خارجية
- VFR Suomi / فنلندا - مطار كاوهاجوكي
- Lentopaikat.net - مطار كاوهاجوكي باللغة الفنلندية
- بلدة كاوهاجوكي - مطار كاوهاجوكي باللغة الفنلندية